# Bojan Vučković (Schachspieler)
Bojan Vučković (serbisch-kyrillisch Бојан Вучковић; * 12. September 1980 in Belgrad) ist ein serbischer Löser von Schachkompositionen und Schachgroßmeister.

## Leben
Vučković gewann im Team und einzeln die europäische Schachkompositionslösemeisterschaft 2007 und wurde 2008 Einzel-Vize-Europameister und erneut Team-Europameister. Er wurde von der Ständigen Kommission für Schachkomposition bei der FIDE (PCCC) im Jahr 2007 zum Internationalen Meister und 2008 zum Großmeister für das Lösen von Schachkompositionen ernannt.
Vučković ist auch als Spieler aktiv und trägt seit 2001 den Großmeistertitel.

## Nationalmannschaft
Vučković nahm an den Schacholympiaden 2000 (für Jugoslawien), 2008 und 2010 (für Serbien) sowie den Mannschaftseuropameisterschaften 2001 mit Jugoslawien und 2009 mit Serbien teil. Bei der Mannschafts-EM 2009 erreichte er das zweitbeste Einzelergebnis am vierten Brett.

## Vereine
In der bosnischen Premijer Liga spielte Vučković 2007 und 2008 für den ŠK Željezničar Sarajevo, mit dem er 2007 bosnischer Mannschaftsmeister wurde und am European Club Cup teilnahm, 2009 für den TŠK Sloboda Tuzla.